# Oliver North Boy Choir
Oliver North Boy Choir er en dansk musikgruppe. Den blev lanceret i 2006 af Ivan Petersen, Camilla Florentz og Mikkel Max Hansen, de to sidstnævnte er kendt fra epo-555. Bandet spiller en mellemting mellem pop og alternativ electronica, angiveligt kaldet newtron og udsender kun singler med b-sider og remixes og kun via web-baserede medier. Bandet er blevet remixet af Zvook Mescalin, Limboasyoulikeit, Brie (band) og Klaus & Kinski. Bandet blev signet på Crunchy Frog i efteråret 2006.
Gruppens debutalbum, The Massive Oliver North Boy Choir 2007 Girl Collection, udkom 16. december 2007, og fik fire ud af seks stjerner i musikmagasinet GAFFA. Deres næste album, Shameless Pop Songs 2008, udkom i 22, februar 2022, og det fik også fire ud af seks stjerner i musikmagasinet GAFFA..
Gruppen annoncerede i foråret 2009, at den er gået i opløsning, men har senest i juni 2012 udgivet singlen "Shadows".

## Diskografi
Album
- 2007: The Massive Oliver North Boy Choir 2007 Girl Collection
- 2009: Shameless Pop Songs 2008

Singler
- 2007: "Adrenaline"
- 2007: "Shell for the Morning"
- 2007: "Baby Cool"
- 2007: "Blizzard"
- 2008: "Weekender"
- 2008: "Holy Wars"
- 2008: "Over/Out"
- 2009: "Blackmail"
- 2012: "Shadows"